# Esbjerg Kommunes Biblioteker
Esbjerg Kommunes Biblioteker er en fælles betegnelse for alle offentlige biblioteker i Esbjerg Kommune. Esbjerg Kommunes Biblioteker var inden omlægningen i 2009 centralbibliotek, men hører nu under centralbiblioteket Vejle Bibliotekerne. Bibliotekerne består af hovedbiblioteket i Nørregade, lokalbibliotekerne i Ribe og Bramming samt bydelsbibliotekerne i Tjæreborg, Kvaglund, Sædding (beliggende i Sædding Centret) og Fanø. Endvidere har biblioteket biblioteksspots 15 steder i kommunen.
I 2020 var der lagt op til en omstrukturering med lukninger af bydelsbibliotekerne, men med mange høringssvar blev dette ikke aktuelt. Omstruktureringen førte i stedet til en indskrænkning af den betjente åbningstid.